# Войен
Войен (чеш. Vojen) — третий из легендарных чешских князей, потомок Пржемысла Пахаря и предшественник князя Боривоя. Упоминается в «Чешской хронике» Козьмы Пражского, а также во множестве книг XIX века, в том числе и в книге Франтишека Палацкого «История чешского народа в Чехии и Моравии». Одна из теорий о числе князей гласит, что количество князей соответствует изображению на фресках на стенах ротонды в Зноймо в Моравии. Однако Анежка Мерхаутова утверждает, что на фреске изображены не только легендарные князья, но и все представители династии Пржемысловичей, в том числе младших князей Моравии.

## Происхождение имени
Имя «Войен» похоже на русское слово «Воин». По версии Завиша Каландры, имена князей означают дни недели, и здесь имя Войена означает в переводе со старославянского «вторник». Примечательно, что вторнику покровительствовал именно бог войны Марс. По другой теории, имена возникли из-за неверно прочитанного славянского текста.

## Семь мифических князей
| Семь князей Чехии после Пржемысла | Семь князей Чехии после Пржемысла |
| --------------------------------- | --------------------------------- |
| Незамысл                          |                                   |
| Мната                             |                                   |
| Войен                             |                                   |
| Внислав                           |                                   |
| Кржесомысл                        |                                   |
| Неклан                            |                                   |
| Гостивит                          |                                   |